# 前219年
| 千纪： | 前1千纪 |
| 世纪： | 前4世纪 \| 前3世纪 \| 前2世纪                                                                                         |
| 年代： | 前240年代 \| 前230年代 \| 前220年代 \| 前210年代 \| 前200年代 \| 前190年代 \| 前180年代                               |
| 年份： | 前224年 \| 前223年 \| 前222年 \| 前221年 \| 前220年 \| 前219年 \| 前218年 \| 前217年 \| 前216年 \| 前215年 \| 前214年 |
| 纪年： | 秦始皇二十八年；衛君角二十三年                                                                                        |

## 大事记

### 西方
- 第四次敘利亞戰爭（前219-前217年）
- 漢尼拔出兵攻打埃布羅河南岸自治城市薩貢托，該城向羅馬共和國求援，但羅馬鑒於該城不是羅馬的同盟未出兵相助。
- 帕加馬王國與埃托利亞同盟建立針對馬其頓王國的戰略同盟。

### 中國
- 秦始皇東行郡、縣，上鄒嶧山，立石頌功業。召集魯儒生七十人至泰山下，議封禪。諸儒議各乖異，始皇以其難施用，由此絀儒生。而遂除車道，上自太山陽至顛，立石頌德；從陰道下，禪於梁父。然後始皇東遊海上，行禮祠名山、大川及八神。始皇南登琅邪，大樂之，留三月，作琅邪台，立石頌德，明得意。始皇還，過彭城，齋戒禱祠，欲出周鼎泗水，使千人沒水求之，弗得。乃西南渡淮水，之衡山、南郡。浮江至湘山祠，逢大風，幾不能渡。上問博士曰：「湘君何神？」對曰：「聞之：堯女，舜之妻，葬此。」始皇大怒，使刑徒三千人皆伐湘山樹，赭其山。遂自南郡由武關歸。[1]